# Robert Fisher
Robert William Fisher, född 13 april 1961 i Brooklyn, är en amerikansk man, misstänkt för att ha mördat sin familj såväl som för att ha sprängt sitt hus i Scottsdale den 10 april 2001.
Fisher har aldrig hittats. Han var mellan 2002 och 2021 på FBI:s lista över deras tio mest eftertraktade brottslingar. Han är borttagandet från listan till trots fortsatt efterlyst och misstänkt för brotten.

## Brott
Familjen Fishers hus exploderade på morgonen den 10 april 2001. Efter att brandmän släckt branden hittade de familjens två barn och Roberts fru Mary avlidna. Man kunde snabbt fastslå att deras dödsorsaker inte var relaterade till branden då samtliga hade skurits i halsen. Knivsåren var så djupa att de lämnat märken på halskotorna. Mary hade även blivit skjuten i bakhuvudet. Då Robert Fisher inte hittades eller dök upp blev han ensam misstänkt för morden, där polisens teori är att Fisher mördat sin familj och sprängt huset för att försöka mörka brotten.

## Utredning
Under utredningen upptäcktes att någon manipulerat en naturgasledning på baksidan av huset. Man tror att Fisher kopplat loss ledningen från värmepannan och lämnat ett tänt ljus i syfte att framkalla en explosion när tillräckligt mycket gas strömmat ut i huset.
Fisher hade kvällen den 9 april fotograferats av en bankomatkamera, där han sågs ta ut pengar. I bakgrunden syns familjens Toyota 4runner. Polisen tror att morden då redan begåtts och att explosionen förberetts.
Den 19 juli hade staten Arizona officiellt förklarat Fisher som anhållen för mord och mordbrand, men eftersom man inte visste var han höll hus blev han en rymling. Dagen efter detta fann man Toyotan i Tonto nationalpark norr om Scottsdale. Fishers hund Blue uppehöll sig intill bilen och i densamma låg den keps Fisher setts bära på bankomatens fotografier. Den veterinär som tillkallades för att omhänderta Fishers hund menade att den var hungrig men vid god hälsa, och bedömde att hunden inte varit ensam i skogen under de tio dagar som gått sedan morden.

## Teorier om vad som hände med Robert Fisher
Då Fisher aldrig hittats, har vad han gjorde efter brotten återkommande varit  föremål för spekulation. Fisher var bekant med den park där han försvann och sedan ung ålder fascinerad av vildmarksliv och -aktiviteter. Tonto nationalpark har ett stort antal grottor och ett avancerat tunnelsystem som erbjuder många möjligheter att gömma sig. På grund av sitt vildmarksintresse menas det att Fisher skulle vara kapabel att gömma sig och överleva i vildmarken. En teori är att han gjort detta, ännu lever och befinner sig någonstans, möjligtvis med en falsk identitet. En annan är att han började med att gömma sig i parken men så småningom dog efter en tid på flykt.
Det har också spekulerats i att han begått självmord och att hans kropp aldrig hittats. Enligt vänner till familjen var Robert och Marys äktenskap sedan länge olyckligt, men Robert ville undvika skilsmässa då hans föräldrars dito traumatiserat honom som liten. Flera tror därför att Fisher kan ha begått brotten för att hans egna barn skulle slippa uppleva samma process. Fisher hade tre år före morden hotat med självmord, efter att ha varit upprörd på grund av sitt äktenskap.